# Авода
«Авода́» (ивр. עבודה‎ «труд; работа»); полное наименование «Израильская партия труда» (ивр. מפלגת העבודה הישראלית‎, [мифлегет хаАвода хаИсраэлит]о файле) — левоцентристская израильская политическая партия. Основной идеологией партии считается левый сионизм, в плане экономического развития — приверженность принципам социал-демократии. Входит в состав Социнтерна (до 2018 года) и Прогрессивного альянса. В 2024 году партии «Авода» и «Мерец» договорились об объединении в совместную политическую платформу под названием «Ха-Демократим» без проведения формального слияния существующих партий, и с этого периода созданное политическое объединение позиционируется в качестве партии «Ха-Демократим» вместо использования прежних названий обеих партий.

## История
Образована в 1968 году из союза нескольких партий (на основе партии «Мапай»), носившего до этого название «Маарах». Но уже в 1969 году «Авода» включалась в новый блок вместе с партией «Мапам», получивший вновь название «Маарах», и так просуществовала до распада «Маараха» в 1991 году.
Была правящей партией в составе «Маараха» до 1977 года, а также возглавляла правительственную коалицию в 1992−1996 и в 1999−2000 годах.
Потерявшая на парламентских выборах в Кнессет 18-го созыва 2009 года 6 мандатов, по сравнению с представительством в 17-м Кнессете, после раскола в партии и выхода 5 парламентариев, во главе с председателем партии Эхудом Бараком 17 января 2011 года, законодательное представительство партии «Авода» сократилось до 8 человек, и она стала 5-й по величине политической партией, представленной в израильском парламенте.
На парламентских выборах в Кнессет 19-го созыва «Авода» набрала 15 мандатов, став третьей по величине партией в Кнессете.
10 декабря 2014 года «Авода» объединилась с партией «Ха-Тнуа» в блок «Сионистский лагерь» с целью создать крупный левоцентристский блок, который смог бы возглавить 34-е правительство после предстоящих выборов. На выборах в Кнессет 20-го созыва блок получил 24 мандата (из них 19 — от «Аводы»), заняв второе место и уступив партии «Ликуд», получившей 30 мандатов.
10 июля 2017 года главой партии «Авода» был избран Ави Габай. 1 января 2019 года, накануне выборов в Кнессет 21-го созыва, Ави Габай объявил о расформировании блока «Сионистский лагерь». На выборах партия получила лишь 6 мандатов.
В июле 2019 на пост председателя партии был избран Амир Перец. Вскоре после этого было объявлено, что для участия во внеочердных выборах в Кнессет 22-го созыва «Авода» создаст избирательный блок с партией Гешер. По результатам выборов блок получил 6 мандатов.
С января 2021 года лидером партии была Мерав Михаэли. На досрочных парламентских выборах 23 марта 2021 года Авода набрала 6,09 % голосов и получила 7 мест в кнессете. На выборах осенью 2022 года ухудшила свой результат, получив 3,60 % голосов избирателей и четыре места в парламенте.
28 мая 2024 года лидером партии был выбран бывший депутат партии «Мерец» Яир Голан. Вскоре после своего избрания на пост председателя партии Голан достиг договора с партией «Мерец» об объединении партий «Авода» и «Мерец» в совместную политическую платформу под названием «Ха-Демократим»; договор был утвержден подавляющим большинством голосов на партийном съезде партии «Авода», состоявшемся 12 июля 2024 года.